# Curie (unitate de măsură)
Curie (simbol Ci) este o unitate de măsură pentru radioactivitate. A fost denumită în onoarea soților Marie și Pierre Curie. 